# جورج فرانكلين فورت
جورج فرانكلين فورت هو طبيب وسياسي أمريكي، ولد في 30 يونيو 1809 في بيمبرتون في الولايات المتحدة، وتوفي في 22 أبريل 1872 في نيو إيجبت في الولايات المتحدة. نشط حزبياً في الحزب الديمقراطي. وقد انتخب عضو مجلس ولاية نيوجيرسي ‏ وانتخب عضو جمعية نيوجيرسي العامة ‏ وانتخب حاكم نيو جيرسي ‏ (21 يناير 1851 – 17 يناير 1854).